# Vicente Cáceres
Vicente Cáceres Suárez (ur. 1 maja 1967 w Las Palmas de Gran Canaria)) – hiszpański zapaśnik walczący w stylu wolnym. Dwukrotny olimpijczyk. Zajął dziewiętnaste miejsce w Seulu 1988 i osiemnaste w Barcelonie 1992. Walczył w wadze piórkowej. 
Zajął jedenaste miejsce na mistrzostwach świata w 1994. Czwarty na mistrzostwach Europy w 1992. Czwarty na igrzyskach śródziemnomorskich w 1993 i szósty w 1991 roku.

## Letnie Igrzyska Olimpijskie 1988
| Konkurencja      | Rundy eliminacyjne       | Rundy eliminacyjne  | Klas. końcowa |
| Konkurencja      | Przeciwnik I             | Przeciwnik II       | Miejsce       |
| ---------------- | ------------------------ | ------------------- | ------------- |
| 62 kg styl wolny | Theodore Dikanda (SWE) P | Dan Cumming (AUS) P | 19.           |

## Letnie Igrzyska Olimpijskie 1992
| Konkurencja      | Rundy eliminacyjne    | Rundy eliminacyjne | Klas. końcowa |
| Konkurencja      | Przeciwnik I          | Przeciwnik II      | Miejsce       |
| ---------------- | --------------------- | ------------------ | ------------- |
| 62 kg styl wolny | Rosen Wasilew (BGR) P | Musa Ilhan (AUS) P | 18.           |